# Hatschekia cluthae
Hatschekia cluthae is een eenoogkreeftjessoort uit de familie van de Hatschekiidae. De wetenschappelijke naam van de soort is voor het eerst geldig gepubliceerd in 1902 door Scott T..